# Verbascum flagriforme
Verbascum flagriforme är en flenörtsväxtart som beskrevs av Pfund.. Verbascum flagriforme ingår i släktet kungsljus, och familjen flenörtsväxter. Inga underarter finns listade i Catalogue of Life.